# Richard Zouch

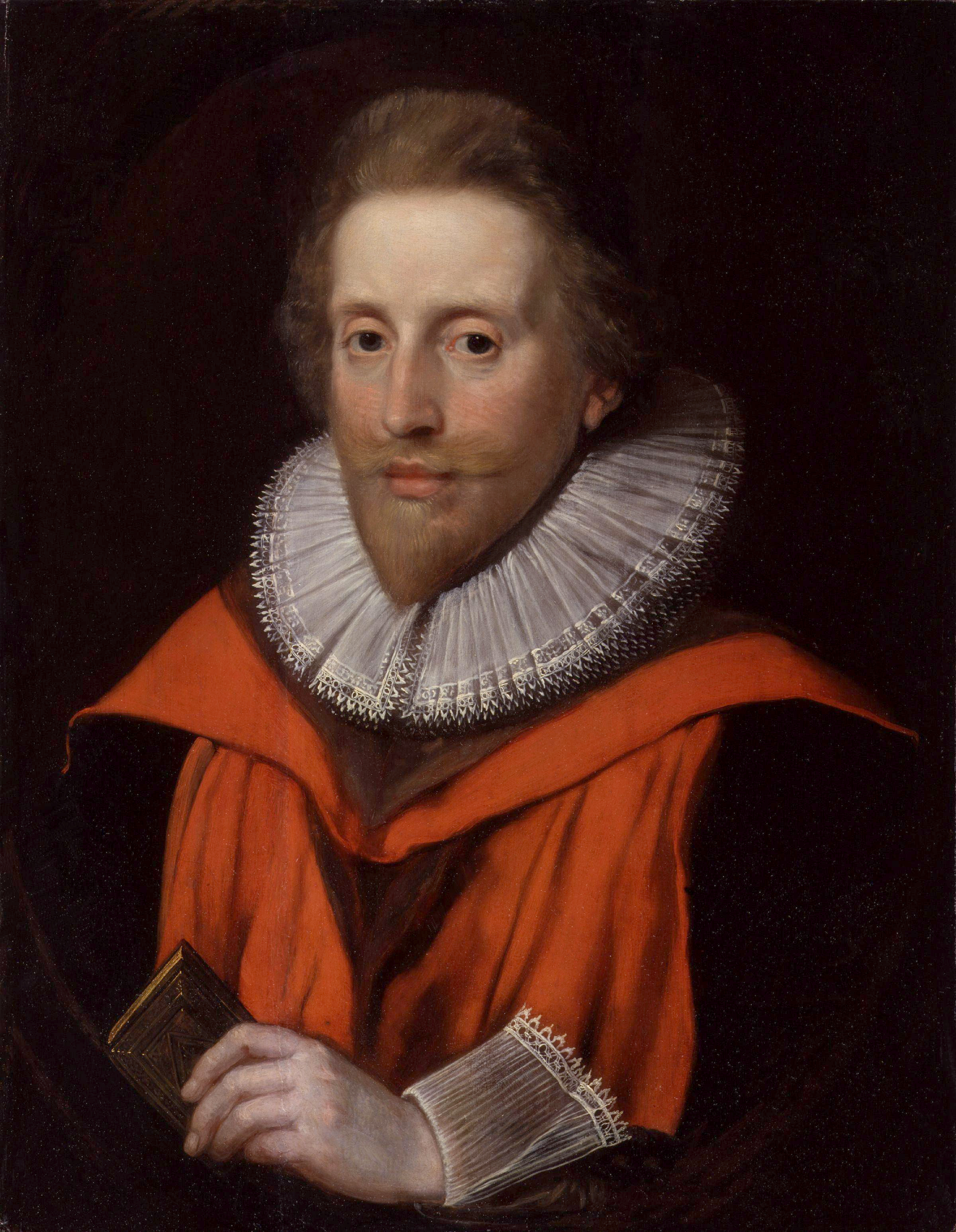
Richard Zouch von Cornelius Johnson

Richard Zouch, auch Richard Zouche (* um 1590 in Ansty, Wiltshire; † 1. März 1661 in London), war ein englischer Richter und Politiker im House of Commons von 1621 bis 1624. Als Rechtswissenschaftler gilt er als wichtiger Vorläufer des Rechtspositivismus im Völkerrecht.

## Leben
Zouch wurde um 1590 in Ansty, Wiltshire als Sohn von Francis Zouche, Lord des Hauses Ansty geboren. Als Mutter wird Philippa, die sechste Tochter von George Ludlow aus Hill Deverel in Wiltshire angegeben. Er wurde von 1601 an am Winchester College in Winchester ausgebildet und wechselte dann an das New College der University of Oxford, wo er ab 10. Juli 1607 lehrte, ab 1609 als Fellow. 30. Juni 1614 erreicht er seinen Bachelor of Law (B.C.L.) und 8. April 1619 den Doctor of Law (D.C.L.), erst nachdem er 1618 zu den Doctors’ Commons zugelassen worden war. 1620 wurde er als Nachfolger von John Budden zum Regius Professor of Civil Law in Oxford ernannt. Neben der Professur leitete er auch eine große Anwaltspraxis in London. 1622 heiratete er Sarah, die Tochter von John Hart von Brill in Oxfordshire, einem Anwalt bei den Doctors’ Commons. Er gab seine Fellowschaft auf und trug sich selbst 1623 als Fellow Commoner im Wadham College ein. 1621 bis 1624 wurde er mit Hilfe des Einflusses seines Cousins Edward la Zouche, 11. Baron Zouch, für den Wahlkreis Hythe, Kent ins Parlament gewählt. 1625 wurde er Leiter der St Alban Hall, einem Teil des Merton Colleges und gab dafür seine Fellowschaft auf. Er hielt diese Position bis 1641.
Er war führend an der Kodifizierung der Universitätsstatuten durch William Laud beteiligt (1629 bis 1633). Für viele Jahre arbeitete er als Assessor des Gerichts des Vizekanzlers und wurde 1632 selbst zum Kanzler der Diözese Oxford ernannt. 1641 wurde er in der Nachfolge des verstorbenen Henry Marten zum Richter am Admiralty Court ernannt. In dieser Funktion kam er mit den völkerrechtlichen Fragestellungen in Kontakt, deren Bearbeitungen seine wirkmächtigsten Veröffentlichungen waren.
Während des englischen Bürgerkriegs war er Royalist, wenn auch nicht deutlich erklärt. Im Commonwealth of England, das nach dem Bürgerkrieg die Regierung repräsentierte, behielt er auch nach der Säuberungsaktion des puritanischen Parlaments seine Positionen an der Universität und wurde von Oliver Cromwell dem Court of Oyer and Terminer bestehend aus drei Richtern, drei Zivilisten und drei Laien für den Prozess gegen den Bruder des portugiesischen Gesandten Don Pantaleone Sá zugeteilt, der eines Mordes in einer Schlägerei beschuldigt wurde und am 4. Juli 1654 verurteilt und in der Folge hingerichtet wurde. Das Urteil verteidigte Zouche später noch einmal mit der Argumentation, dass die diplomatische Immunität eines Gesandten sich nicht auf die Familie ausdehne. Allerdings verlor Zouche bereits 1641 seine Richterstellung am Admiralty Court. Diese wurde statt seiner an John Exton vergeben. Beide Bürgerkriegsparteien betrachteten Zouch mit Misstrauen. Dieser lehrte für den Rest der Commonwealth-Zeit in Oxford.
Nach der Stuart-Restauration wurde er Mitglied der Kommission, die die Professoren und Fellow von Oxford wiedereinsetzte, die unter dem Protektorat von Cromwell abgesetzt worden waren. Am 4. Februar 1661 wurde ihm auch seine Richterposition am Admiralty Court erneut zugeteilt, aber er verstarb schon am 1. März 1661 in seinen Räumlichkeiten bei den Doctors' Commons in London. Zouch wurde in Fulham beigesetzt.

## Bibliografie
Jura
- Elementa jurisprudentiae. 1629.
- Descriptio juris et judicii feudalis, secundum consuetudines Mediolani et Normanniae, pro introductione ad juris prudentiam Anglicanam. 1634.
- Descriptio juris et judicii temporalis, secundum consuetudines feudales et Normannicas. 1636.
- Descriptio juris et judicii ecclesiastici, secundum canones et consuetudines Anglicanas. 1636.
- Descriptio iuris et iudicii militaris. 1640.
- Juris et judicii fecialis sive juris inter gentes … explicatio. 1650.
- Solutio quaestionis veteris et novae, sive de legati delinquentis judice competente. 1657.

Insbesondere die beiden letzten Titel zeichnen Zouche als einen der frühesten systematischen Autoren zum Völkerrecht aus. Andere Quellen bezeichnen ihn als den ersten Autoren. Nach Thomas Erskine Holland geht die von Jeremy Bentham geprägte, englische Bezeichnung „international law“ auf Zouches Titel jus inter gentes (1650, dt. Recht zwischen Völkern) zurück. Holland identifiziert Zouch und Arthur Duck als die geistigen Schüler von John Budden in der durch Alberico Gentili begründeten Tradition.
Poesie
- The Dove, or Passages of Cosmography. 1613.

Komödien
- The Sophister’. 1639.